# Anna-Lena Hölmer
Anna-Lena Hölmer (* 1991 als Anna-Lena Rahe) ist eine ehemalige deutsche Volleyball- und Beachvolleyballspielerin.

## Karriere Halle
Hölmer begann ihre Karriere als Jugendliche beim heimatlichen SV Bad Laer. Mit dessen erster Frauenmannschaft gewann sie 2010 die Meisterschaft der Regionalliga Nordwest und stieg in die 2. Bundesliga Nord auf. Nach einer Station 2011/12 beim Oberligisten VV Phoenix Schwerte spielte die Mittelblockerin anschließend beim SV Sinsheim, mit dem sie die Meisterschaft der Regionalliga Süd gewann. Anschließend kehrte sie zurück zum SV Bad Laer, wurde hier 2014 Vizemeisterin der 3. Liga West, musste 2015 allerdings ihre Karriere wegen einer Schulter-OP beenden.

## Karriere Beach
Hölmer nahm ab 2005 mit verschiedenen Partnerinnen an regionalen und nationalen Jugendmeisterschaften teil. 2007 siegte sie mit Christine Aulenbrock beim Cup der Landesmeister Nord U19 in Aschen-Strang. Mit Patricia Hofmarksrichter wurde sie 2008 in Bostalsee deutsche U18-Meisterin und 2009 in Kiel deutsche U19-Meisterin. 2010 spielte sie an der Seite von Kira Walkenhorst auf der deutschen Smart Beach Tour. Die beiden qualifizierten sich für die Deutsche Beachvolleyball-Meisterschaft in Timmendorfer Strand, bei der sie Platz 13 belegten. Hölmers weitere Partnerinnen waren 2011 Laura Mählmann und 2012 und 2013 sporadisch Anna Hoja.

## Privates
Hölmer ist seit 2015 mit Sebastian Hölmer verheiratet. Die beiden wohnen in Versmold und haben zwei Kinder.